# Aplonis zelandica
Estorninho-melanésio ou estorninho-ferrugíneo (Aplonis zelandica) é uma espécie de ave da família Sturnidae.
Pode ser encontrada nos seguintes países: Ilhas Salomão e Vanuatu.
Os seus habitats naturais são: florestas subtropicais ou tropicais húmidas de baixa altitude e regiões subtropicais ou tropicais húmidas de alta altitude.
Está ameaçada por perda de habitat.